# Universidad de Kiev
La Universidad Nacional Tarás Shevchenko de Kiev (en ucraniano: Київський національний університет імені Тараса Шевченка) es una universidad ubicada en Kiev, Ucrania, fundada en 1834 como Universidad de San Vladímir. Actualmente, su estructura consiste de catorce facultades y cuatro institutos. Es considerada como la universidad más importante de Ucrania y un importante centro de educación avanzada y pensamiento progresista.
Su nombre honra a Tarás Shevchenko, importante poeta, artista y humanista ucraniano.

## Historia
La Universidad fue fundada en 1834 y nombrada en honor a Vladimiro I de Kiev, gobernante que cristianizó la Rus de Kiev. Los primeros 62 estudiantes comenzaron sus estudios en la universidad ese mismo año, en la única facultad existente (Filosofía), la cual tenía dos facultades: la Facultad de Historia y Filología, y la Facultad de Física y Matemática. Hubo nuevos adiciones a la Facultad original en 1835 y 1847: la Facultad de Leyes y la Facultad de Medicina. Posteriormente, la primigenia Facultad de Filosofía fue dividida en dos unidades separadas: la Facultad de Historia y Filología, y la Facultad de Ciencias Naturales. No se crearon nuevas unidades académicas sino hasta los años 1920.
Los muros del edificio central de la Universidad están pintados de rojo y las secciones inferiores y superiores de los pilares son negras, en referencia a los colores de la Orden de San Vladímir (creada en 1782), cuyo lema es "Utilitas, Honor et Gloria". 
En 1939, la Universidad de Kiev fue renombrada en honor del poeta Tarás Shevchenko. 

## Unidades académicas
La universidad cuenta con 19 facultades y cuatro institutos:
| Facultad de Biología                         |
| Facultad de Cibernética                      |
| Facultad de Economía                         |
| Facultad de Filosofía                        |
| Facultad de Física                           |
| Facultad de Geografía                        |
| Facultad de Geología                         |
| Facultad de Historia                         |
| Facultad de Leyes                            |
| Facultad de Mecánica y Matemática            |
| Facultad de Química                          |
| Facultad de Radiofísica                      |
| Facultad de Sociología                       |
| Facultad de Psicología                       |
| Facultad Preparatoria                        |
| Facultad de Ingeniería Agrónoma              |
| Facultad de Ingeniería de Telecomunicaciones |
| Facultad de Ingeniería de la Construcción    |
| Facultad de Ingeniería Hidráulica            |

| Instituto de Ciencias Militares         |
| Instituto de Filología                  |
| Instituto de Periodismo                 |
| Instituto de Relaciones Internacionales |

### Otros organismos
- Facultad de cibernética de la KNU, situada en el Vystavkovyi Tsentr.
- Observatorio Astronómico de la Universidad Taras Shevchenko[3]
- Liceo Humanitario de Ucrania[4]
- Centro de Estudios Ucranianos[5]
- Centro de Información e Informática de la Universidad Taras Shevchenko[6]
- Parque Natural Reservado Kaniv de la Universidad Taras Shevchenko[7]
- Universidad Abierta KNU - Programas de estudio en línea[8]
- Biblioteca Científica Maksymovych[9]
- Academia regional de redes Cisco[10]
- Parque Científico de la Universidad Taras Shevchenko de Kiev[11]
- Departamento de Ciencia e Investigación de la Universidad Taras Shevchenko[12]
- Liceo Físico-Matemático de Ucrania[13]
- Jardín Botánico Universitario, que lleva el nombre del académico O. Fomin

### Instituto Educativo y Científico de Relaciones Internacionales
El Instituto de Relaciones Internacionales o Instituto de Relaciones Internacionales de Kiev, oficialmente Instituto Científico y Educativo de Relaciones Internacionales de la Universidad Nacional Taras Shevchenko de Kiev es una división estructural de la Universidad Nacional de Kiev. En 1995, el instituto fue designado principal centro educativo y metodológico para la formación de especialistas para trabajar en el campo de las relaciones internacionales y la política exterior de Ucrania.

#### Historia
Por orden del Comisario del Pueblo de Educación de la República Socialista Soviética de Ucrania del 18 de octubre de 1944, se abrió la Facultad de Relaciones Internacionales en la Universidad de Kiev con el objetivo de formar trabajadores prácticos del Ministerio de Asuntos Exteriores. La facultad estuvo dirigida en los primeros años de la posguerra por I. A. Vasilenko y M. P. Ovcharenko. El primer jefe del departamento de historia de las relaciones internacionales fue el profesor Alexander Kasimenko, director del Instituto de Historia de la Academia de Ciencias de la República Socialista Soviética de Ucrania . Después de él, estuvo encabezado por V. A. Zhebokritsky, Vasily Tarasenko,  un diplomático que había trabajado anteriormente en la embajada soviética en Washington. En 1962 se creó un departamento de derecho internacional en la Facultad de Derecho y Economía. Para garantizar el proceso educativo en el departamento se solicitó al Departamento de Derecho Internacional y Legislación Extranjera, dirigido por el Doctor en Ciencias Jurídicas I. I. Lukashuk.
Desde 1971 se reanudó la formación de especialistas en relaciones internacionales en la restaurada Facultad de Relaciones Internacionales y Derecho Internacional. Estructuralmente, la facultad incluía el Departamento de Historia de las Relaciones Internacionales y Política Exterior, el Departamento de Derecho Internacional y Legislación Extranjera y el Departamento de Lengua Rusa para Extranjeros, que anteriormente había sido un departamento de toda la universidad. Los decanos de la facultad en ese momento eran los fundadores de las escuelas científicas sobre relaciones internacionales y derecho internacional, el profesor G. N. Tsvetkov, el miembro correspondiente de la Academia de Ciencias de Ucrania Anatoly Chukhno, el profesor asociado O. K. Eremenko, los profesores Konstantin Zabegaylo, Anton Filipenko, Vladimir Butkevich .
En 1972, la facultad abrió la especialidad "relaciones económicas internacionales". Pronto se creó el departamento correspondiente: relaciones económicas internacionales (dirigido por los profesores Viktor Budkin [ucraniano] y Anton Filipenko). en 1975, sobre la base de la facultad, se abrió un departamento por correspondencia para la formación avanzada de profesores internacionales con un período de formación de dos años, dirigido por el profesor asociado A. I. Ganusets. El departamento inscribió a ciudadanos de Ucrania con educación superior que se dedicaban a la docencia, la enseñanza y la investigación .
En 1976 se creó el Departamento de Lenguas Extranjeras como unidad estructural de la facultad, que brindaba capacitación a estudiantes nacionales para trabajar como traductores asistentes, teniendo en cuenta la especialidad de especialistas en relaciones internacionales. El primer director fue el profesor asociado I. I. Borisenko. Durante su funcionamiento (hasta 1990), la facultad formó a más de 3.500 especialistas en relaciones internacionales (principalmente extranjeros). Los graduados de la facultad formaron la base del pequeño (en ese momento) cuerpo diplomático en Ucrania, sentaron las bases de las escuelas pedagógicas y científicas en el campo de las relaciones internacionales y el derecho internacional .

#### Instituto de Relaciones Internacionales
El 4 de mayo de 1988, la Facultad de Relaciones Internacionales y Derecho Internacional se reorganizó en el Instituto de Relaciones Internacionales y Derecho Internacional, que en diciembre de 1990 pasó a llamarse Instituto Ucraniano de Relaciones Internacionales, en 1994, Instituto de Relaciones Internacionales, en octubre. 2021 - Instituto Científico y Educativo de relaciones internacionales.

## Campus
Tras su establecimiento inicial, la universidad se ubicó en habitaciones privadas en Pechersk, y recibió el nombre de San Vladimir. En la actualidad, el edificio principal (construido entre 1837 y 1842 por el arquitecto V I Beretti) se encuentra en la calle Volodymyrska Street 60, mientras que varios departamentos de humanidades están situados en el bulevar Shevchenko 14 (antiguo Primer Gimnasio de Kiev). Además, hay departamentos situados en la avenida Akademika Hlushkova (edificio 6, construido entre 1954 y 1970) y en la calle Vasylkivska (la Biblioteca se encuentra en el edificio n.º 90, construido en 1939). La administración de la universidad se encuentra en los edificios 58-64 de la calle Volodymyrska.

### Edificio rojo de la Universidad
Se construyó de 1837 a 1843 y fue edificado en estilo clasicismo ruso tardío, por un arquitecto ruso de ascendencia italiana, Vincent I. Beretti. El edificio forma un enorme cuadrado que encierra un patio; la longitud de la fachada principal es de 145,68 m. Las paredes del edificio están pintadas de rojo sangre y los capiteles y las bases de las columnas del pórtico, de negro, lo que corresponde a los colores de la cinta de la Orden de San Vladimir (fundada en 1782), ya que la Universidad de Kiev solía llevar el nombre de esta Orden. El lema de la Orden, «Beneficio, honor y gloria» (Pol'za Chest' i Slava) también, posteriormente, se convirtió en el lema de la Universidad de Kiev. Los guías turísticos locales afirman a veces que el zar Nicolás I ordenó pintar de rojo todo el edificio principal en respuesta a las protestas estudiantiles por el reclutamiento durante la Primera Guerra Mundial, para recordar a los estudiantes la sangre derramada por los soldados ucranianos. La leyenda no refleja el hecho histórico, ya que el edificio fue pintado de rojo antes de la Primera Guerra Mundial, en 1842. Nicholas I de Rusia (1825-1855) murió mucho antes de la Primera Guerra Mundial (1914-1918). Construido en lo alto de una colina, este edificio ha influido significativamente en el trazado arquitectónico de Kiev en el siglo XIX.

### Jardines botánicos

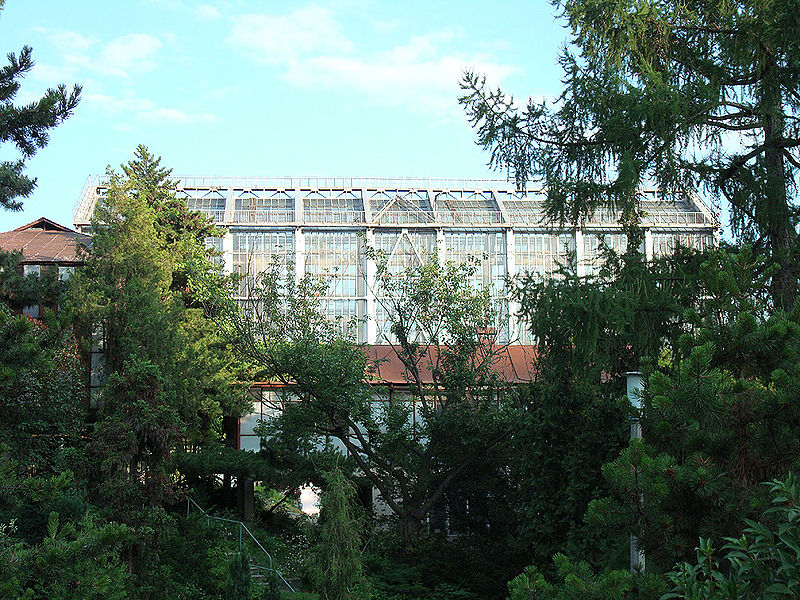
El invernadero del jardín botánico-

El Jardín Botánico A.V. Fomin de la Universidad (que lleva el nombre del académico Aleksandr V. Fomin, 1869-1935) fue fundado en 1839 y planificado por el arquitecto V. Beretti y el botánico R. E. Trautfetterom. La superficie total del jardín es de unas 5,22 hectáreas; cuenta con una colección de más de 10 000 especies, formas y variedades de plantas.
La altura del invernadero del jardín, tras su reconstrucción en 1977, es de unos 33 metros y es el más grande del mundo. La primera orangerie de la universidad se construyó en 1846-49 para su colección de plantas tropicales y subtropicales; una colección que en la actualidad cuenta con más de dos mil piezas y es una de las mayores de Europa. Los jardines se encuentran en el campus del centro de la ciudad, en la parte trasera del edificio rojo; la estación de metro más cercana es Universytet.

### Edificio Amarillo y Biblioteca Maksymovych

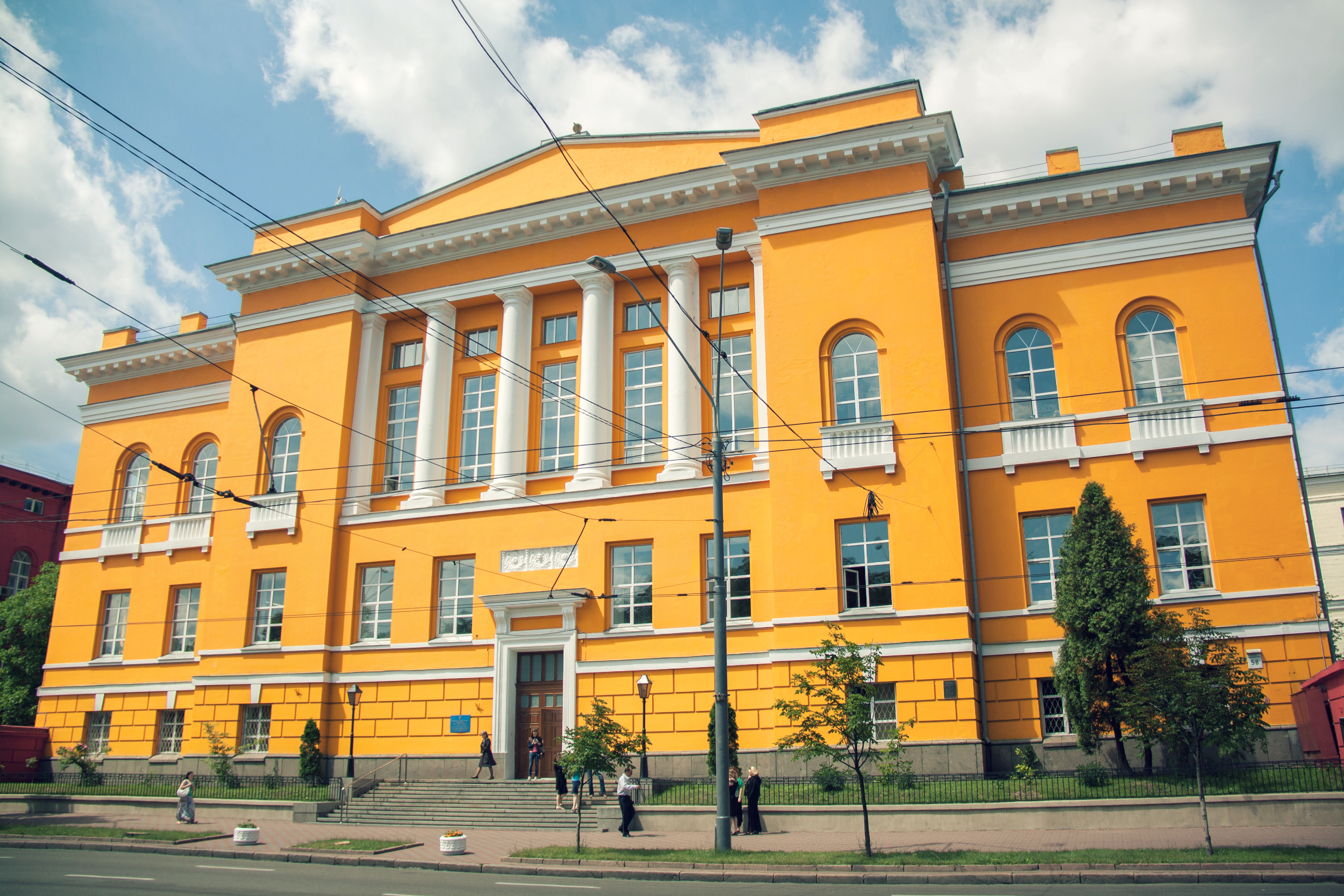
La biblioteca de la universidad, parte del campus del centro de la ciudad

El edificio de Humanidades o edificio «amarillo» de la universidad se encuentra en el número 14 del bulevar Shevchenko. Construido en 1850-1852, fue diseñado en estilo clásico por el arquitecto Alexander Vikentiyovych Beretti (1816-95), hijo de V. Beretti, el arquitecto del edificio principal («rojo»). El edificio perteneció inicialmente al Primer Gimnasio (una escuela de gramática, en la que enseñaban M. Berlin y M. Kostomarov, y donde estudiaban, entre otros, los artistas Nikolai Ge y V. Levandovskyy, el historiador M. Zakrevskii, el economista M. Bunge, el poeta M. Herbel, el escultor P. Isabella, los escritores Bulgakov y K. Paustovsky, y los futuros académicos E. Tarle, A. Bogomolets y A. Lunacharsky). En 1919, el académico Vernadsky, primer presidente de la Academia de Ciencias de Ucrania, se instaló en parte del edificio. Desde 1959, el edificio forma parte de la Universidad Nacional de Kiev.
La Biblioteca Maksymovych (calle Volodymyrska, 58), construida en 1939-1940, es un edificio neoclásico diseñado por los arquitectos V. A. Osmaka y P. Alyoshin como edificio de Humanidades de la universidad. En la actualidad, la biblioteca alberga alrededor de 3,5 millones de libros, lo que la convierte en la mayor biblioteca de investigación de Ucrania. La biblioteca Maksymovych -junto con la sucursal n.º 1 de la Biblioteca Nacional de Ucrania (calle Volodymyrska, 62), diseñada por los mismos arquitectos en 1929-1930, y el edificio principal («rojo») de la universidad- forma parte de un importante e impresionante conjunto arquitectónico que hoy se considera uno de los principales monumentos arquitectónicos colectivos de Kiev.

### Arquitectura
En la década de 1960 se hizo imperativo que la Universidad Nacional de Kiev adquiriera más espacio para su número de departamentos, que había aumentado considerablemente. Con este objetivo se inició la construcción de un complejo de nuevos edificios para la universidad en las afueras del suroeste de Kiev (frente al Centro Nacional de Exposiciones de Ucrania). Los autores del proyecto final fueron los arquitectos V. I. Ladnyi, M. P. Budylovskyi, V. I. Kolomiets y el ingeniero V. Y. Drizo. 
El edificio conjunto del Instituto de Relaciones Internacionales y el Instituto de Periodismo en la calle Melnikova 36, desarrollado por los arquitectos Kyivproect O Nosenko, I Shpara, Yu Duhovichny, O Klishchuk e Y Vig, fue galardonado con el Premio Estatal de Ucrania en el Campo de la Arquitectura en 1995.

### Observatorio astronómico
El observatorio astronómico de la Universidad Nacional de Kiev se encuentra en la calle Observatorna 3; fundado en 1845, inicialmente se planeó colocar un observatorio en el Edificio Principal de la universidad (como lo demuestran los diseños arquitectónicos existentes para el edificio rojo), sin embargo, más tarde se decidió construir para un edificio separado para albergar el observatorio. Esta tarea fue confiada de nuevo a Vincenty Beretta, se construyó entre 1841 y 1845 y se inauguró oficialmente el 7 de febrero de 1845.

## Alumnos notables
Entre los alumnos notables, hay:
| - Mark Aldanov: escritor - Ayumi Anime: cantante - Stepán Balmashov: asesino - Itzjak Ben-Zvi: presidente de Israel - Vladímir Bets: médico - Fiódor Bogatyrchuk: ajedrecista - Valentina Borok: matemática - Eugenia Chuprina: poetisa - Theodosius Dobzhansky: genetista - Mijailo Drahomanov: teórico político - Maria Efrosinina: presentadora - Ekaterina Feoktistova: cientista - Yan Gamarnik: militar - Svetlana Guerasimenko: astrónoma - Mijailo Hrushevski: académico | - Natalia Humeniuk: periodista - Vladímir Klichkó: pugilista - Vitali Klichkó: pugilista y político - Sonya Koshkina: editora - Leonid Kravchuk: político - Vyacheslav Kyrylenko: político - Nadezhda Prokhorovna Masjuk: cientista - Antonina Matvienko: cantante - Nina Matvienko: cantante - Valentyn Nalyvaichenko: político - Abdel Hafiz Nofal: diplomático de Palestina - Oleksander Ohloblyn: político - Liudmila Pavlichenko: militar - Valerian Pidmohilni: novelista - Petró Poroshenko: político | - Alexander Prokopchuk: vicepresidente de Interpol - Mijeíl Saakashvili: presidente de Georgia - Otto Schmidt: científico - Samir Sharifov: político azerbaiyano - Inna Sovsun: política - Sybil A: actriz - Hennadiy Udovenko: político - Maryna Viazovska: matemática - Volodímir Vinnichenko: político - Iósif Vítebski: esgrimista - Mijailo Yalovi: poeta futurista - Volodímir Yelchenko: político - Andriy Zahorodniuk: empresario - Yulia Zdanovska: matemática - Mariya Ya. Zerova: botánica |